# 20687 Saletore
20687 Saletore è un asteroide della fascia principale. Scoperto nel 1999, presenta un'orbita caratterizzata da un semiasse maggiore pari a 2,7376147 UA e da un'eccentricità di 0,0898737, inclinata di 9,90615° rispetto all'eclittica.